# Lüxiang
Lüxiang är en köping i Kina. Den ligger i Jinshan i storstadsområdet Shanghai, i den östra delen av landet, omkring 52 kilometer sydväst om den centrala stadskärnan. Antalet invånare är 52 808. Befolkningen består av 26 182 kvinnor och 26 626 män. Barn under 15 år utgör 8,0 %, vuxna 15-64 år 78 %, och äldre över 65 år 13,0 %.